# Soleniscidae
Famille
Soleniscidae est une famille fossile d'escargots de mer fossiles. Ce sont des mollusques gastéropodes marins appartenant au clade Caenogastropoda.

## Classification
La famille des Soleniscidae est décrite en 1931 par le malacologiste américain James Brookes Knight (de) (1888-1960),.

## Écologie
Carnivore épifaunaire.

## Distribution
La famille a existé du Silurien au Norien. On en a retrouvé des fossiles sur plusieurs continents, datés entre 422.9 et 221.5 Ma.
- Silurien : République tchèque, Suède, États-Unis (New York).
- Dévonien : Australie, Autriche, Canada (Manitoba, Territoires du Nord-Ouest) , République tchèque, France, Allemagne, Pologne, Royaume-Uni, États-Unis (Alaska, Idaho, Iowa, Maine, Michigan, Nevada, New York, Pennsylvanie).
- Mississippien : États-Unis (Alaska).
- Carbonifère : Australie, Chine, Allemagne, Irlande, Maroc, Pologne, fédération de Russie, Royaume-Uni, États-Unis (Alabama, Arizona, Arkansas, Indiana, Kentucky, Maryland, Missouri, Montana, Nevada, New Mexico, New mexico, Ohio, Oklahoma, Pennsylvanie, Texas, Utah, Wyoming).
- Chesterien : États-Unis (Illinois, Kentucky, Ohio, Oklahoma, Wyoming).
- Atokien : États-Unis (Idaho).
- Desmoinesien : États-Unis (Kansas, Missouri, New Mexico, Ohio, Oklahoma, Pennsylvanie, Texas).
- Virgilien : États-Unis (Illinois, Maryland, Missouri, Nebraska, New Mexico, Ohio, Texas).
- Permien : Argentine, Australie, Cambodge, Chine, Croatie, Grèce, Indonésie, Iran, Italie, Japon, Malaisie, Mexique, Pakistan, Pérou, fédération de Russie, Thaïlande, Tunisie, États-Unis (Arizona, Nevada, Nouveau Mexique, Texas, Wyoming), Venezuela.
- Trias : Hongrie, Italie, Oman, Pakistan, fédération de Russie, États-Unis, Vietnam.

### Publiaction originale
- [1931] (en) James Brookes Knight, « The gastropods of the St. Louis, Missouri, Pennsylvanian outlier: the Subulitidae. », Journal of Paleontology, vol. 5, no 3,‎ 1931, p. 177-229.